# Vertebre (EP)
Vertebre è l'EP di debutto del cantautore italiano Settembre, pubblicato il 14 febbraio 2025 dall'etichetta Isola degli Artisti.

## Descrizione
Prima dell'uscita del disco, il cantautore aveva pubblicato il singolo Lacrime, presentato in gara alla diciassettesima edizione del talent show X Factor, classificatosi al quinto posto dopo aver preso parte alla squadra di Dargen D'Amico. Successivamente ha pubblicato una cover del brano Amandoti dei CCCP - Fedeli alla linea, in cui aveva inserito frasi in dialetto napoletano, dedicandola a un'esperienza personale. Ad esso è seguita l'uscita del singolo Oro oro.
Il brano principale, Vertebre, ha vinto la sezione "Nuove proposte" del Festival di Sanremo 2025. In un'intervista a Sky TG24, Settembre ha descritto il brano come fondamentale per esprimere i pensieri sulla sua generazione e le difficoltà di affrontare le emozioni e le fragilità a vent'anni.

## Tracce
1. Mifatropporidere – 2:16 (Andrea Settembre, Alfredo Bruno, Laura Di Lenola, Manuel Finotti, Marco Bottoni, Ben Thomas)
2. Vertebre – 2:50 (Andrea Settembre, Laura Di Lenola, Manuel Finotti, Ben Thomas)
3. Cchiù nient' – 2:03 (Andrea Settembre, Alfredo Bruno, Laura Di Lenola, Marco Bottoni, Ben Thomas)
4. Amandoti – 1:59 (Giovanni Lindo Ferretti, Massimo Zamboni)
5. Non lo volevo – 2:16 (Andrea Settembre, Davide Epicoco, Manuel Finotti, Andrea Beretta)
6. Vento e ruggine – 2:57 (Andrea Settembre, Laura Di Lenola, Manuel Finotti)
7. Oro oro – 2:15 (Andrea Settembre, Alfredo Bruno, Laura Di Lenola, Manuel Finotti)
8. Lacrime – 1:56 (Andrea Settembre, Alfredo Bruno, Laura Di Lenola, Manuel Finotti, Alessandro Canini)

## Classifiche
| Classifica (2025) | Posizione massima |
| ----------------- | ----------------- |
| Italia            | 43                |